# فريدريك هايغ
فريدريك هايغ (23 أبريل 1895 في نيوزيلندا - 3 ديسمبر 1948 في نيوزيلندا) (بالإنجليزية: Frederick Haig)‏ هو لاعب كريكت نيوزلندي.

## وصلات خارجية
- فريدريك هايغ على موقع إي آس بي آن كريك إنفو (الإنجليزية)